# It's Too Late to Stop Now
It's Too Late to Stop Now är ett musikalbum inspelat live av Van Morrison. Albumet lanserades ursprungligen som dubbel-LP 1974 på Warner Bros. Records. Inspelningarna från albumet gjordes från maj till juli 1973 under konserter i Los Angeles och London. Albumet innehåller främst låtar från Morrisons solokarriär, men även från hans tidiga år med Them, såväl som några covers. Van Morrison tillät inga studiopålägg i efterhand, vilket gjorde att en inspelning av låten "Moondance" uteblev på grund av ett felspelat gitarrackord. När albumet gavs ut i en nyutgåva 2008 togs en liveinspelning av "Brown Eyed Girl" med som bonusspår.

## Låtlista
(kompositör inom parentes)
1. "Ain't Nothin' You Can Do" (Joseph Scott) - 3:44
2. "Warm Love" (Van Morrison) - 3:04
3. "Into the Mystic" (Van Morrison) - 4:33
4. "These Dreams of You" (Van Morrison) - 3:37
5. "I Believe to My Soul" (Ray Charles) - 4:09
6. "I've Been Working" (Van Morrison) - 3:56
7. "Help Me" (Sonny Boy Williamson II, Ralph Bass, Willie Dixon) - 3:25
8. "Wild Children" (Van Morrison) - 5:04
9. "Domino" (Van Morrison) - 4:48
10. "I Just Want to Make Love to You" (Willie Dixon) - 5:16
11. "Bring It On Home to Me" (Sam Cooke) - 4:42
12. "Saint Dominic's Preview" (Van Morrison) - 6:18
13. "Take Your Hand Out of My Pocket" (Sonny Boy Williamson II) - 4:04
14. "Listen to the Lion" (Van Morrison) - 8:43
15. "Here Comes the Night" (Bert Berns) - 3:14
16. "Gloria" (Van Morrison) - 4:16
17. "Caravan" (Van Morrison) - 9:20
18. "Cyprus Avenue" (Van Morrison) - 10:20

## Listplaceringar
- Billboard 200, USA: #53[1]
- RPM, Kanada: #41[2]